# Nogai Khan
Nogai Khan (†1299/1300) was een generaal tijdens de regeringen van Berke, Mengu Timur, Mengu Tuda, Talabuga en Toqta, kans van de Gouden Horde, hij had de bijnaam koningmaker te zijn.

## Levensloop
Nogai was de achterkleinzoon van Jochi, zoon van Dzjengis Khan, stichter van het Mongoolse Rijk en de neef van Berke. Een van zijn eerste interventies was tijdens de tweede Mongoolse invasie van Polen (1259-1260).
Na de dood van Möngke Khan in 1259 brak er een troonstrijd uit, de Toluidische Successieoorlog (1260-1264), met als uitvloeisel de oorlog in 1262 tussen Berke en Hulagu, de stichter van het Il-kanaat. Koeblai Khan kwam uiteindelijk als overwinnaar uit de strijd. Tijdens de gevechten verloor Nogai een oog. Hulagu stierf in 1265 en Berke in 1266, daarna was hij de sterke man in de Gouden Horde.
In 1266 richtte de Gouden Horde hun pijlen op het Byzantijnse Rijk. Nogai kreeg, Euphrosyne Palaiologina, dochter van keizer Michaël VIII Palaiologos als oorlogsschatting, daarna werden ze bondgenoten. Hij hielp de Byzantijnen tegen de opstandige Bulgaarse tsaar Ivailo.
In 1282 kreeg Nogai een uitnodiging van de Koemanen om het Koninkrijk Hongarije aan te vallen. De Tweede Mongoolse invasie van Hongarije (1285-1286) werd een fiasco en de bron van de onvrede met zijn medegeneraal Talabuga. In 1287 werd Talabuga kan van de Gouden Horde. De Derde Mongoolse invasie van Polen (1287-1288) was opnieuw een mislukking. De spanningen tussen beide heren werden zodanig groot dat Nogai in 1291 Talabuga uit de weg liet ruimen.
Met de aanstelling van Toqta als kan beging Nogai een grote fout, Toqta bleek een geduchte tegenstander. In 1294 brak tussen beide een machtsstrijd uit. De eerste veldslag op de vlakten van Neghri was een overwinning voor Nogai, maar de slag bij Kagamlik werd hem fataal. Hij werd gevangengenomen en onthoofd door een soldaat, die zijn hoofd bracht naar Toqta. Toqta was woedend omdat het bloed van een Mongoolse prins was vergoten. Hij was van plan geweest om Nogai op een bloedeloze manier te executeren in overeenstemming met traditie en liet de soldaat daarom ter dood veroordelen. De zonen van Nogai werden kort hierna vervolgd en geëxecuteerd. Een van zijn zonen, Tsjaka, was net tot tsaar van Bulgarije gekroond.